# Knoxville Raceway
O Knoxville Raceway é um autódromo localizado em Knoxville, no estado de Iowa, nos Estados Unidos, o circuito tem pista de terra no formato oval com 0,8 km (0,5 milhas) de extensão e graus de inclinação nas curvas. É considerado a capital mundial dos sprint cars, sendo a principal corrida da categoria, a Knoxville Nationals, disputada no local, também abriga o National Sprint Car Hall of Fame & Museum.
O local era usado para corrida de cavalos desde o século 19, em 1914 teve a primeira corrida de carros.